# Martina Zellner
Martina Zellner, född 26 februari 1974 i Traunstein, är en tysk tidigare skidskytt.

## Meriter

### Olympiska vinterspel
- 1998: Stafett – guld[1]

### Världsmästerskap
- 1998: Jaktstart - brons
- 1999: 
  - Sprint - guld
  - Stafett – guld
  - Jaktstart - brons
- 2000: 
  - Stafett - silver
  - Sprint - brons

### Världscupen

#### Världscupen totalt
- 1998: 3:a
- 1999: 6:a
- 2000: 7:a

#### Världscupen delcuper
- 1998
  - Individuellt – 4
  - Jaktstart – 5
  - Sprint – 5
- 1999
  - Individuellt – 5
  - Jaktstart – 8
  - Sprint – 6
  - Masstart – 8

#### Världscuptävlingar
- 1:a – 3 ggr
- 2:a – 5 ggr
- 3:a – 6 ggr